# Jim McIlvaine
James Michael McIlvaine (Racine, Wisconsin, 30 de julio de 1972) es un exjugador de baloncesto estadounidense que disputó siete temporadas en la NBA. Con 2,16 metros de altura, lo hacía en la posición de pívot.

## Trayectoria deportiva

### Universidad
Jugó durante cuatro temporadas con los Golden Eagles de la Universidad Marquette, en las que promedió 10,8 puntos, 5,7 rebotes y 3,4 tapones por partido. Fue elegido Jugador del Año de la Great Midwest Conference en 1994, cuando lideró el país en tapones, con un promedio de 4,3 por partido (142 tapones). El número total de tapones en su carrera, 399, supone un récord de los Golden Eagles y es la quinta mejor marca de la historia de la División I de Baloncesto Masculino de la NCAA. Acabó como uno de los cuatro únicos jugadores de Marquette en acumular al menos 1000 puntos y 500 rebotes. Fue, además, elegido en su última temporada como Jugador Defensivo del Año de la NABC.

### Profesional
Fue elegido en la trigésimo segunda posición del Draft de la NBA de 1994 por Washington Bullets, donde en su primera temporada actuó como tercer pívot del equipo, tras Kevin Duckworth y Gheorghe Muresan, contando con menos de diez minutos por partido. A pesar de ello fue el tercer mejor taponador del equipo, jugando más minutos en el segundo tramo de la temporada por las lesiones de Duckworth. En total promedió 1,7 puntos, 1,9 rebotes y 1,1 tapones por encuentro.
Al año siguiente, a pesar de no contar con más de 15 minutos por partido, apareció en el décimo puesto de los mejores taponadores de la NBA, siendo además el líder de la liga en tapones por 48 minutos, con 6,7. Su mejor partido lo disputó ante Chicago Bulls, cuando consiguió 6 puntos, 11 rebotes y 9 tapones.
A pesar de ello, no renovó con los Bullets, fichando como agente libre por Seattle Supersonics con un contrato de 7 años y 35 millones de dólares. Su primera temporada con los Sonics fue agridulce, ya que, si bien fue titular en 79 de los 82 partidos de la liga regular, apenas contó para el equipo en los playoffs. Acabó el año promediando 3,8 puntos, 4,0 rebotes y 2,0 tapones, estadísticamente el mejor de su carrera profesional.
Jugó una temporada más con los Sonics, de nuevo como titular, pero su permanencia en pista no pasó de los 15 minutos por partido. Al término de la misma sería traspasado a New Jersey Nets a cambio de Michael Cage y Don MacLean. En su nuevo equipo no contó con la confianza de su entrenador, cayendo además lesionado a mitad de temporada, disputando tan sólo 22 partidos, disputando su mejor encuentro ante Boston Celtics, consiguiendo 6 puntos, 6 rebotes y 3 tapones en 15 minutos de juego.
Jugó dos temporadas más con los Nets, la primera de ellas como titular, pero, como ocurría con los Sonics, su presencia en el campo se limitaba a poco más de 10 minutos por partido. En la que sería su última temporada como profesional lograría sus mejores marcas individuales, poniendo 8 tapones ante Utah Jazz y capturando 16 rebotes ante Golden State. Pero antes del comienzo de la temporada 2001-02 fue despedido, poniendo fin a su trayectoria profesional.

## Estadísticas de su carrera en la NBA

### Temporada regular
| Año     | Equipo     | PJ  | PT  | MPP  | %TC  | %3P  | %TL  | RPP | APP | ROB | TPP | PPP |
| ------- | ---------- | --- | --- | ---- | ---- | ---- | ---- | --- | --- | --- | --- | --- |
| 1994-95 | Washington | 55  | 0   | 9.7  | .479 | –    | .683 | 1.9 | .2  | .2  | 1.1 | 1.7 |
| 1995-96 | Washington | 80  | 6   | 14.9 | .428 | –    | .552 | 2.9 | .1  | .3  | 2.1 | 2.3 |
| 1996-97 | Seattle    | 82  | 79  | 18.0 | .471 | .143 | .495 | 4.0 | .3  | .5  | 2.0 | 3.8 |
| 1997-98 | Seattle    | 78  | 72  | 15.5 | .453 | .000 | .556 | 3.3 | .2  | .3  | 1.8 | 3.2 |
| 1998-99 | New Jersey | 22  | 1   | 12.2 | .431 | –    | .667 | 2.5 | .1  | .4  | 1.5 | 2.2 |
| 1999-00 | New Jersey | 66  | 53  | 15.9 | .416 | –    | .518 | 3.5 | .5  | .4  | 1.8 | 2.4 |
| 2000-01 | New Jersey | 18  | 3   | 10.7 | .357 | –    | .667 | 1.9 | .2  | .4  | .8  | 1.6 |
| Total   | Total      | 401 | 214 | 14.8 | .446 | .100 | .551 | 3.1 | .3  | .3  | 1.7 | 2.7 |

### Plauoffs
| Año   | Equipo  | PJ | PT | MPP | %TC  | %3P  | %TL  | RPP | APP | ROB | TPP | PPP |
| ----- | ------- | -- | -- | --- | ---- | ---- | ---- | --- | --- | --- | --- | --- |
| 1997  | Seattle | 5  | 0  | 5.6 | .571 | –    | .500 | .4  | .0  | .2  | .4  | 1.8 |
| 1998  | Seattle | 6  | 4  | 9.8 | .300 | .000 | .500 | 1.7 | .2  | .3  | 1.0 | 2.2 |
| Total | Total   | 11 | 4  | 7.9 | .370 | .000 | .500 | 1.1 | .1  | .3  | .7  | 2.0 |